# Biała Waka
Biała Waka (lit. Baltoji Vokė) – miasto na Litwie, położone nad rzeką Waką, po południowej stronie Gór Ponarskich, 30 km od Solecznik i 11 km od Wilna. Administracyjnie należy do rejonu solecznickiego w okręgu wileńskim, siedziba gminy Biała Waka.
W Białej Wace, większość narodowościową (62%) stanowią Polacy, 19% białowaczan zadeklarowało przynależność do narodowości litewskiej, 12% rosyjskiej, 3% białoruskiej.
Powierzchnia miasta to 3,64 km².

## Historia
W czasie II wojny światowej, podczas okupacji hitlerowskiej, znajdował się tutaj obóz pracy dla Żydów, gdzie wydobywano torf. Przywożono tu Żydów z wileńskiego getta. Obóz istniał do lipca 1943 roku.
Biała Waka, nazywana początkowo Nowe Żegaryno (Naujoji Žagarinė), powstała w 1950 roku, koło wsi Żegaryno, kiedy w okolicy podjęto eksploatację olbrzymich złóż torfu, obecnie jego wydobycie znacznie zmalało.

## Przyroda
Na północ od miasteczka leży płytkie jezioro Popis o powierzchni 210 ha. Występuje tu aż 274 gatunków roślin, kilka gatunków wpisanych jest do litewskiej Czerwonej Księgi (m.in. grzybień biały i kłosówka miękka). Na Jeziorze Popis i stawach białowackich występuje ponad 200 gatunków ptaków, w tym 17 gatunków ptaków drapieżnych.
Jezioro Popis połączone jest kanałem z Mereczanką.

## Edukacja i kultura
W mieście działają dwie szkoły średnie (polska im. Elizy Orzeszkowej i litewska Šilo), dom kultury, muzeum. Muzeum ma w swoich zbiorach ponad 1000 eksponatów z XIX i XX wieku.

## Związani z miastem
- Anicet Brodawski - wieloletni dyrektor Wileńskiego Agrozootechnikum (obecnie Wileńska Wyższa Szkoła Rolnicza w Białej Wace).
- Aleksander Rymaszewski – zmarły w 1934 w wieku 115 w Białej Wace najstarszy wówczas mieszkaniec Wileńszczyzny, przez wiele lat pracował jako lokaj u książąt Radziwiłłów[4][5][6]